# E.B. 98
Esbjerg Boldklub af 1898 (E.B. 98) var en dansk fodboldklub fra Esbjerg. Klubben blev stiftet i 1898 og fusionerede i 1924 med Esbjerg Amatør Klub, hvor de dannede klubben Esbjerg forenede Boldklubber.